# Danh sách đơn vị hành chính Tứ Xuyên
Tứ Xuyên là một tỉnh của Trung Quốc, được chia thành 18 địa cấp thị (trong đó có 1 thành phố cấp phó tỉnh là Thành Đô), 3 châu tự trị và 1 đơn vị hành chính đặc biệt. Bảng bên thống kê các đơn vị hành chính như của Tứ Xuyên theo từng cấp và từng loại hình cụ thể.

## Danh sách chi tiết
Việc phân cấp các đơn vị hành chính này được giải thích chi tiết trong bài phân cấp hành chính Trung Quốc. Danh sách sau chỉ liệt kê các đơn vị hành chính cấp địa khu và cấp huyện của Tứ Xuyên.
Bên cạnh cách đơn vị hành chính được liệt kê bên dưới, Khu bảo tồn thiên nhiên Ngọa Long, dù là một khu vực được bảo vệ nằm ở huyện Vấn Xuyên, châu tự trị A Bá, nhưng được quản lý hành chính độc lập dưới tên gọi là Khu hành chính đặc biệt Ngọa Long - hay Đặc khu Ngọa Long bởi Cục Lâm nghiệp tỉnh Tứ Xuyên. Khu hành chính đặc biệt này bao gồm trấn Ngọa Long và hương Cảnh Đạt, nằm ở phía tây của huyện.
| STT | Cấp địa khu                                                                  | Cấp huyện              | Cấp huyện     | Cấp huyện | Cấp huyện       | Cấp huyện   | Cấp huyện   |
| STT | Cấp địa khu                                                                  | Tên                    | Phân loại     | Hán tự    | Bính âm         | Mã phân cấp | Mã phân cấp |
| --- | ---------------------------------------------------------------------------- | ---------------------- | ------------- | --------- | --------------- | ----------- | ----------- |
| 9   | Thành Đô 成都市 Chéngdū Shì (Thủ phủ – Thành phố cấp phó tỉnh) (5101 / CTU)  | Cẩm Giang              | khu           | 锦江区    | Jǐnjiāng Qū     | 510104      | JJQ         |
| 9   | Thành Đô 成都市 Chéngdū Shì (Thủ phủ – Thành phố cấp phó tỉnh) (5101 / CTU)  | Thanh Dương            | khu           | 青羊区    | Qīngyáng Qū     | 510105      | QYQ         |
| 9   | Thành Đô 成都市 Chéngdū Shì (Thủ phủ – Thành phố cấp phó tỉnh) (5101 / CTU)  | Kim Ngưu               | khu           | 金牛区    | Jīnniú Qū       | 510106      | JNU         |
| 9   | Thành Đô 成都市 Chéngdū Shì (Thủ phủ – Thành phố cấp phó tỉnh) (5101 / CTU)  | Vũ Hầu                 | khu           | 武侯区    | Wǔhóu Qū        | 510107      | WHQ         |
| 9   | Thành Đô 成都市 Chéngdū Shì (Thủ phủ – Thành phố cấp phó tỉnh) (5101 / CTU)  | Thành Hoa              | khu           | 成华区    | Chénghuá Qū     | 510108      | CHQ         |
| 9   | Thành Đô 成都市 Chéngdū Shì (Thủ phủ – Thành phố cấp phó tỉnh) (5101 / CTU)  | Long Truyền Dịch       | khu           | 龙泉驿区  | Lóngquányì Qū   | 510112      | LQY         |
| 9   | Thành Đô 成都市 Chéngdū Shì (Thủ phủ – Thành phố cấp phó tỉnh) (5101 / CTU)  | Thanh Bạch Giang       | khu           | 青白江区  | Qīngbáijiāng Qū | 510113      | QBJ         |
| 9   | Thành Đô 成都市 Chéngdū Shì (Thủ phủ – Thành phố cấp phó tỉnh) (5101 / CTU)  | Tân Đô                 | khu           | 新都区    | Xīndū Qū        | 510114      | XDU         |
| 9   | Thành Đô 成都市 Chéngdū Shì (Thủ phủ – Thành phố cấp phó tỉnh) (5101 / CTU)  | Ôn Giang               | khu           | 温江区    | Wēnjiāng Qū     | 510115      | WNJ         |
| 9   | Thành Đô 成都市 Chéngdū Shì (Thủ phủ – Thành phố cấp phó tỉnh) (5101 / CTU)  | Song Lưu               | khu           | 双流区    | Shuāngliú Qū    | 510116      | SLA         |
| 9   | Thành Đô 成都市 Chéngdū Shì (Thủ phủ – Thành phố cấp phó tỉnh) (5101 / CTU)  | Bì Đô                  | khu           | 郫都区    | Pídū Qū         | 510117      | PID         |
| 9   | Thành Đô 成都市 Chéngdū Shì (Thủ phủ – Thành phố cấp phó tỉnh) (5101 / CTU)  | Tân Tân                | khu           | 新津区    | Xīnjīn Qū       | 510118      |             |
| 9   | Thành Đô 成都市 Chéngdū Shì (Thủ phủ – Thành phố cấp phó tỉnh) (5101 / CTU)  | Kim Đường              | huyện         | 金堂县    | Jīntáng Xiàn    | 510121      | JNT         |
| 9   | Thành Đô 成都市 Chéngdū Shì (Thủ phủ – Thành phố cấp phó tỉnh) (5101 / CTU)  | Đại Ấp                 | huyện         | 大邑县    | Dàyì Xiàn       | 510129      | DYI         |
| 9   | Thành Đô 成都市 Chéngdū Shì (Thủ phủ – Thành phố cấp phó tỉnh) (5101 / CTU)  | Bồ Giang               | huyện         | 蒲江县    | Pújiāng Xiàn    | 510131      | PJX         |
| 9   | Thành Đô 成都市 Chéngdū Shì (Thủ phủ – Thành phố cấp phó tỉnh) (5101 / CTU)  | Đô Giang Yển           | huyện cấp thị | 都江堰市  | Dūjiāngyàn Shì  | 510181      | DJY         |
| 9   | Thành Đô 成都市 Chéngdū Shì (Thủ phủ – Thành phố cấp phó tỉnh) (5101 / CTU)  | Bành Châu              | huyện cấp thị | 彭州市    | Péngzhōu Shì    | 510182      | PZS         |
| 9   | Thành Đô 成都市 Chéngdū Shì (Thủ phủ – Thành phố cấp phó tỉnh) (5101 / CTU)  | Cung Lai               | huyện cấp thị | 邛崃市    | Qiónglái Shì    | 510183      | QLA         |
| 9   | Thành Đô 成都市 Chéngdū Shì (Thủ phủ – Thành phố cấp phó tỉnh) (5101 / CTU)  | Sùng Châu              | huyện cấp thị | 崇州市    | Chóngzhōu Shì   | 510184      | CZO         |
| 9   | Thành Đô 成都市 Chéngdū Shì (Thủ phủ – Thành phố cấp phó tỉnh) (5101 / CTU)  | Giản Dương             | huyện cấp thị | 简阳市    | Jiǎnyáng Shì    | 510185      | JYC         |
|     |                                                                              |                        |               |           |                 |             |             |
| 17  | Tự Cống 自贡市 Zìgòng Shì (5103 / ZGS)                                       | Tự Lưu Tỉnh            | khu           | 自流井区  | Zìliújǐng Qū    | 510302      | ZLJ         |
| 17  | Tự Cống 自贡市 Zìgòng Shì (5103 / ZGS)                                       | Cống Tỉnh              | khu           | 贡井区    | Gòngjǐng Qū     | 510303      | GJQ         |
| 17  | Tự Cống 自贡市 Zìgòng Shì (5103 / ZGS)                                       | Đại An                 | khu           | 大安区    | Dà'ān Qū        | 510304      | DAQ         |
| 17  | Tự Cống 自贡市 Zìgòng Shì (5103 / ZGS)                                       | Duyên Than             | khu           | 沿滩区    | Yántān Qū       | 510311      | YTN         |
| 17  | Tự Cống 自贡市 Zìgòng Shì (5103 / ZGS)                                       | Vinh huyện             | huyện         | 荣县      | Róngxiàn        | 510321      | RGX         |
| 17  | Tự Cống 自贡市 Zìgòng Shì (5103 / ZGS)                                       | Phú Thuận              | huyện         | 富顺县    | Fùshùn Xiàn     | 510322      | FSH         |
|     |                                                                              |                        |               |           |                 |             |             |
| 21  | Phàn Chi Hoa 攀枝花市 Pānzhīhuā Shì (5104 / PZH)                             | Đông khu               | khu           | 东区      | Dōngqū          | 510402      | DQP         |
| 21  | Phàn Chi Hoa 攀枝花市 Pānzhīhuā Shì (5104 / PZH)                             | Tây khu                | khu           | 西区      | Xīqū            | 510403      | XIQ         |
| 21  | Phàn Chi Hoa 攀枝花市 Pānzhīhuā Shì (5104 / PZH)                             | Nhân Hoà               | khu           | 仁和区    | Rénhé Qū        | 510411      | RHQ         |
| 21  | Phàn Chi Hoa 攀枝花市 Pānzhīhuā Shì (5104 / PZH)                             | Mễ Dịch                | huyện         | 米易县    | Mǐyì Xiàn       | 510421      | MIY         |
| 21  | Phàn Chi Hoa 攀枝花市 Pānzhīhuā Shì (5104 / PZH)                             | Diêm Biên              | huyện         | 盐边县    | Yánbiān Xiàn    | 510422      | YBN         |
|     |                                                                              |                        |               |           |                 |             |             |
| 19  | Lô Châu 泸州市 Lúzhōu Shì (5105 / LUZ)                                       | Giang Dương            | khu           | 江阳区    | Jiāngyáng Qū    | 510502      | JYB         |
| 19  | Lô Châu 泸州市 Lúzhōu Shì (5105 / LUZ)                                       | Nạp Khê                | khu           | 纳溪区    | Nàxī Qū         | 510503      | NXI         |
| 19  | Lô Châu 泸州市 Lúzhōu Shì (5105 / LUZ)                                       | Long Mã Đàm            | khu           | 龙马潭区  | Lóngmǎtán Qū    | 510504      | LMT         |
| 19  | Lô Châu 泸州市 Lúzhōu Shì (5105 / LUZ)                                       | Lô huyện               | huyện         | 泸县      | Lúxiàn          | 510521      | LUX         |
| 19  | Lô Châu 泸州市 Lúzhōu Shì (5105 / LUZ)                                       | Hợp Giang              | huyện         | 合江县    | Héjiāng Xiàn    | 510522      | HEJ         |
| 19  | Lô Châu 泸州市 Lúzhōu Shì (5105 / LUZ)                                       | Tự Vĩnh                | huyện         | 叙永县    | Xùyǒng Xiàn     | 510524      | XYO         |
| 19  | Lô Châu 泸州市 Lúzhōu Shì (5105 / LUZ)                                       | Cổ Lận                 | huyện         | 古蔺县    | Gǔlìn Xiàn      | 510525      | GUL         |
|     |                                                                              |                        |               |           |                 |             |             |
| 10  | Đức Dương 德阳市 Déyáng Shì (5106 / DEY)                                     | Tinh Dương             | khu           | 旌阳区    | Jīngyáng Qū     | 510603      | JYF         |
| 10  | Đức Dương 德阳市 Déyáng Shì (5106 / DEY)                                     | La Giang               | khu           | 罗江区    | Luójiāng Qū     | 510604      |             |
| 10  | Đức Dương 德阳市 Déyáng Shì (5106 / DEY)                                     | Trung Giang            | huyện         | 中江县    | Zhōngjiāng Xiàn | 510623      | ZGJ         |
| 10  | Đức Dương 德阳市 Déyáng Shì (5106 / DEY)                                     | Quảng Hán              | huyện cấp thị | 广汉市    | Guǎnghàn Shì    | 510681      | GHN         |
| 10  | Đức Dương 德阳市 Déyáng Shì (5106 / DEY)                                     | Thập Phương            | huyện cấp thị | 什邡市    | Shífāng Shì     | 510682      | SFS         |
| 10  | Đức Dương 德阳市 Déyáng Shì (5106 / DEY)                                     | Miên Trúc              | huyện cấp thị | 绵竹市    | Miánzhú Shì     | 510683      | MZU         |
|     |                                                                              |                        |               |           |                 |             |             |
| 3   | Miên Dương 绵阳市 Miányáng Shì (5107 / MYG)                                  | Phù Thành              | khu           | 涪城区    | Fúchéng Qū      | 510703      | FCM         |
| 3   | Miên Dương 绵阳市 Miányáng Shì (5107 / MYG)                                  | Du Tiên                | khu           | 游仙区    | Yóuxiān Qū      | 510704      | YXM         |
| 3   | Miên Dương 绵阳市 Miányáng Shì (5107 / MYG)                                  | An Châu                | khu           | 安州区    | Ānzhōu Qū       | 510705      | AZU         |
| 3   | Miên Dương 绵阳市 Miányáng Shì (5107 / MYG)                                  | Tam Đài                | huyện         | 三台县    | Sāntái Xiàn     | 510722      | SNT         |
| 3   | Miên Dương 绵阳市 Miányáng Shì (5107 / MYG)                                  | Diêm Đình              | huyện         | 盐亭县    | Yántíng Xiàn    | 510723      | YTC         |
| 3   | Miên Dương 绵阳市 Miányáng Shì (5107 / MYG)                                  | Tử Đồng                | huyện         | 梓潼县    | Zǐtóng Xiàn     | 510725      | ZTG         |
| 3   | Miên Dương 绵阳市 Miányáng Shì (5107 / MYG)                                  | Bắc Xuyên              | huyện         | 北川县    | Běichuān Xiàn   | 510726      | BCN         |
| 3   | Miên Dương 绵阳市 Miányáng Shì (5107 / MYG)                                  | Bình Vũ                | huyện         | 平武县    | Píngwǔ Xiàn     | 510727      | PWU         |
| 3   | Miên Dương 绵阳市 Miányáng Shì (5107 / MYG)                                  | Giang Du               | huyện cấp thị | 江油市    | Jiāngyóu Shì    | 510781      | JYO         |
|     |                                                                              |                        |               |           |                 |             |             |
| 4   | Quảng Nguyên 广元市 Guǎngyuán Shì (5108 / GYC)                               | Lợi Châu               | khu           | 利州区    | Lìzhōu Qū       | 510802      | LZS         |
| 4   | Quảng Nguyên 广元市 Guǎngyuán Shì (5108 / GYC)                               | Chiêu Hoá              | khu           | 昭化区    | Zhāohuà Qū      | 510811      | ZHO         |
| 4   | Quảng Nguyên 广元市 Guǎngyuán Shì (5108 / GYC)                               | Triều Thiên            | khu           | 朝天区    | Cháotiān Qū     | 510812      | CTN         |
| 4   | Quảng Nguyên 广元市 Guǎngyuán Shì (5108 / GYC)                               | Vượng Thương           | huyện         | 旺苍县    | Wàngcāng Xiàn   | 510821      | WGC         |
| 4   | Quảng Nguyên 广元市 Guǎngyuán Shì (5108 / GYC)                               | Thanh Xuyên            | huyện         | 青川县    | Qīngchuān Xiàn  | 510822      | QCX         |
| 4   | Quảng Nguyên 广元市 Guǎngyuán Shì (5108 / GYC)                               | Kiếm Các               | huyện         | 剑阁县    | Jiàngé Xiàn     | 510823      | JGE         |
| 4   | Quảng Nguyên 广元市 Guǎngyuán Shì (5108 / GYC)                               | Thương Khê             | huyện         | 苍溪县    | Cāngxī Xiàn     | 510824      | CXC         |
|     |                                                                              |                        |               |           |                 |             |             |
| 11  | Toại Ninh 遂宁市 Sùiníng Shì (5109 / SNS)                                    | Thuyền Sơn             | khu           | 船山区    | Chuánshān Qū    | 510903      | CUS         |
| 11  | Toại Ninh 遂宁市 Sùiníng Shì (5109 / SNS)                                    | An Cư                  | khu           | 安居区    | Ānjū Qū         | 510904      | AJQ         |
| 11  | Toại Ninh 遂宁市 Sùiníng Shì (5109 / SNS)                                    | Bồng Khê               | huyện         | 蓬溪县    | Péngxī Xiàn     | 510921      | PXI         |
| 11  | Toại Ninh 遂宁市 Sùiníng Shì (5109 / SNS)                                    | Đại Anh                | huyện         | 大英县    | Dàyīng Xiàn     | 510923      | SHE         |
| 11  | Toại Ninh 遂宁市 Sùiníng Shì (5109 / SNS)                                    | Xạ Hồng                | huyện cấp thị | 射洪市    | Shèhóng shí     | 510981      | DAY         |
|     |                                                                              |                        |               |           |                 |             |             |
| 16  | Nội Giang 内江市 Nèijiāng Shì (5110 / NJS)                                   | Thị Trung              | khu           | 市中区    | Shìzhōng Qū     | 511002      | SZM         |
| 16  | Nội Giang 内江市 Nèijiāng Shì (5110 / NJS)                                   | Đông Hưng              | khu           | 东兴区    | Dōngxīng Qū     | 511011      | DXQ         |
| 16  | Nội Giang 内江市 Nèijiāng Shì (5110 / NJS)                                   | Uy Viễn                | huyện         | 威远县    | Wēiyuǎn Xiàn    | 511024      | WYU         |
| 16  | Nội Giang 内江市 Nèijiāng Shì (5110 / NJS)                                   | Tư Trung               | huyện         | 资中县    | Zīzhōng Xiàn    | 511025      | ZZC         |
| 16  | Nội Giang 内江市 Nèijiāng Shì (5110 / NJS)                                   | Long Xương             | huyện cấp thị | 隆昌市    | Lóngchāng Shì   | 511081      | LCZ         |
|     |                                                                              |                        |               |           |                 |             |             |
| 15  | Lạc Sơn 乐山市 Lèshān Shì (5111 / LES)                                       | Thị Trung              | khu           | 市中区    | Shìzhōng Qū     | 511102      | SZP         |
| 15  | Lạc Sơn 乐山市 Lèshān Shì (5111 / LES)                                       | Sa Loan                | khu           | 沙湾区    | Shāwān Qū       | 511111      | SWN         |
| 15  | Lạc Sơn 乐山市 Lèshān Shì (5111 / LES)                                       | Ngũ Thông Kiều         | khu           | 五通桥区  | Wǔtōngqiáo Qū   | 511112      | WTQ         |
| 15  | Lạc Sơn 乐山市 Lèshān Shì (5111 / LES)                                       | Kim Khẩu Hà            | khu           | 金口河区  | Jīnkǒuhé Qū     | 511113      | JKH         |
| 15  | Lạc Sơn 乐山市 Lèshān Shì (5111 / LES)                                       | Kiền Vi                | huyện         | 犍为县    | Qiánwéi Xiàn    | 511123      | QWE         |
| 15  | Lạc Sơn 乐山市 Lèshān Shì (5111 / LES)                                       | Tỉnh Nghiên            | huyện         | 井研县    | Jǐngyán Xiàn    | 511124      | JYA         |
| 15  | Lạc Sơn 乐山市 Lèshān Shì (5111 / LES)                                       | Giáp Giang             | huyện         | 夹江县    | Jiājiāng Xiàn   | 511126      | JJC         |
| 15  | Lạc Sơn 乐山市 Lèshān Shì (5111 / LES)                                       | Mộc Xuyên              | huyện         | 沐川县    | Mùchuān Xiàn    | 511129      | MCH         |
| 15  | Lạc Sơn 乐山市 Lèshān Shì (5111 / LES)                                       | Nga Biên               | huyện         | 峨边县    | Ébiān Xiàn      | 511132      | EBN         |
| 15  | Lạc Sơn 乐山市 Lèshān Shì (5111 / LES)                                       | Mã Biên                | huyện         | 马边县    | Mǎbiān Xiàn     | 511133      | MBN         |
| 15  | Lạc Sơn 乐山市 Lèshān Shì (5111 / LES)                                       | Nga Mi Sơn             | huyện cấp thị | 峨眉山市  | Éméishān Shì    | 511181      | EMS         |
|     |                                                                              |                        |               |           |                 |             |             |
| 5   | Nam Sung 南充市 Nánchōng Shì (5113 / NCO)                                    | Thuận Khánh            | khu           | 顺庆区    | Shùnqìng Qū     | 511302      | SQG         |
| 5   | Nam Sung 南充市 Nánchōng Shì (5113 / NCO)                                    | Cao Bình               | khu           | 高坪区    | Gāopíng Qū      | 511303      | GPQ         |
| 5   | Nam Sung 南充市 Nánchōng Shì (5113 / NCO)                                    | Gia Lăng               | khu           | 嘉陵区    | Jiālíng Qū      | 511304      | JLG         |
| 5   | Nam Sung 南充市 Nánchōng Shì (5113 / NCO)                                    | Nam Bộ                 | huyện         | 南部县    | Nánbù Xiàn      | 511321      | NBU         |
| 5   | Nam Sung 南充市 Nánchōng Shì (5113 / NCO)                                    | Doanh Sơn              | huyện         | 营山县    | Yíngshān Xiàn   | 511322      | YGS         |
| 5   | Nam Sung 南充市 Nánchōng Shì (5113 / NCO)                                    | Bồng An                | huyện         | 蓬安县    | Péng'ān Xiàn    | 511323      | PGA         |
| 5   | Nam Sung 南充市 Nánchōng Shì (5113 / NCO)                                    | Nghi Lũng              | huyện         | 仪陇县    | Yílǒng Xiàn     | 511324      | YLC         |
| 5   | Nam Sung 南充市 Nánchōng Shì (5113 / NCO)                                    | Tây Sung               | huyện         | 西充县    | Xīchōng Xiàn    | 511325      | XCO         |
| 5   | Nam Sung 南充市 Nánchōng Shì (5113 / NCO)                                    | Lãng Trung             | huyện cấp thị | 阆中市    | Lángzhōng Shì   | 511381      | LZJ         |
|     |                                                                              |                        |               |           |                 |             |             |
| 13  | Mi Sơn 眉山市 Méishān Shì (5114 / MSS)                                       | Đông Pha               | khu           | 东坡区    | Dōngpō Qū       | 511402      | DPQ         |
| 13  | Mi Sơn 眉山市 Méishān Shì (5114 / MSS)                                       | Bành Sơn               | khu           | 彭山区    | Péngshān Qū     | 511403      | PSQ         |
| 13  | Mi Sơn 眉山市 Méishān Shì (5114 / MSS)                                       | Nhân Thọ               | huyện         | 仁寿县    | Rénshòu Xiàn    | 511421      | RSO         |
| 13  | Mi Sơn 眉山市 Méishān Shì (5114 / MSS)                                       | Hồng Nhã               | huyện         | 洪雅县    | Hóngyǎ Xiàn     | 511423      | HGY         |
| 13  | Mi Sơn 眉山市 Méishān Shì (5114 / MSS)                                       | Đan Lăng               | huyện         | 丹棱县    | Dānléng Xiàn    | 511424      | DLG         |
| 13  | Mi Sơn 眉山市 Méishān Shì (5114 / MSS)                                       | Thanh Thần             | huyện         | 青神县    | Qīngshén Xiàn   | 511425      | QSC         |
|     |                                                                              |                        |               |           |                 |             |             |
| 18  | Nghi Tân 宜宾市 Yíbīn Shì (5115 / YBS)                                       | Thuý Bình              | khu           | 翠屏区    | Cuìpíng Qū      | 511502      | CPQ         |
| 18  | Nghi Tân 宜宾市 Yíbīn Shì (5115 / YBS)                                       | Nam Khê                | khu           | 南溪区    | Nánxī Qū        | 511503      | NXA         |
| 18  | Nghi Tân 宜宾市 Yíbīn Shì (5115 / YBS)                                       | Tự Châu                | khu           | 叙州县    | Xùzhōu Qū       | 511504      |             |
| 18  | Nghi Tân 宜宾市 Yíbīn Shì (5115 / YBS)                                       | Giang An               | huyện         | 江安县    | Jiāng'ān Xiàn   | 511523      | JAC         |
| 18  | Nghi Tân 宜宾市 Yíbīn Shì (5115 / YBS)                                       | Trường Ninh            | huyện         | 长宁县    | Chángníng Xiàn  | 511524      | CNX         |
| 18  | Nghi Tân 宜宾市 Yíbīn Shì (5115 / YBS)                                       | Cao huyện              | huyện         | 高县      | Gāoxiàn         | 511525      | GAO         |
| 18  | Nghi Tân 宜宾市 Yíbīn Shì (5115 / YBS)                                       | Củng huyện             | huyện         | 珙县      | Gǒngxiàn        | 511526      | GOG         |
| 18  | Nghi Tân 宜宾市 Yíbīn Shì (5115 / YBS)                                       | Quân Liên              | huyện         | 筠连县    | Jūnlián Xiàn    | 511527      | JNL         |
| 18  | Nghi Tân 宜宾市 Yíbīn Shì (5115 / YBS)                                       | Hưng Văn               | huyện         | 兴文县    | Xīngwén Xiàn    | 511528      | XWC         |
| 18  | Nghi Tân 宜宾市 Yíbīn Shì (5115 / YBS)                                       | Bình Sơn               | huyện         | 屏山县    | Píngshān Xiàn   | 511529      | PSC         |
|     |                                                                              |                        |               |           |                 |             |             |
| 12  | Quảng An 广安市 Guǎng'ān Shì (5116 / GAC)                                    | Quảng An               | khu           | 广安区    | Guǎng'ān Qū     | 511602      | GAQ         |
| 12  | Quảng An 广安市 Guǎng'ān Shì (5116 / GAC)                                    | Tiền Phong             | khu           | 前锋区    | Qiánfēng Qū     | 511603      | QFQ         |
| 12  | Quảng An 广安市 Guǎng'ān Shì (5116 / GAC)                                    | Nhạc Trì               | huyện         | 岳池县    | Yuèchí Xiàn     | 511621      | YCC         |
| 12  | Quảng An 广安市 Guǎng'ān Shì (5116 / GAC)                                    | Vũ Thắng               | huyện         | 武胜县    | Wǔshēng Xiàn    | 511622      | WSG         |
| 12  | Quảng An 广安市 Guǎng'ān Shì (5116 / GAC)                                    | Lân Thuỷ               | huyện         | 邻水县    | Línshuǐ Xiàn    | 511623      | LSH         |
| 12  | Quảng An 广安市 Guǎng'ān Shì (5116 / GAC)                                    | Hoa Dinh               | huyện cấp thị | 华蓥市    | Huāyíng Shì     | 511681      | HYC         |
|     |                                                                              |                        |               |           |                 |             |             |
| 7   | Đạt Châu 达州市 Dázhōu Shì (5117 / DAZ)                                      | Thông Xuyên            | khu           | 通川区    | Tōngchuān Qū    | 511702      | TCQ         |
| 7   | Đạt Châu 达州市 Dázhōu Shì (5117 / DAZ)                                      | Đạt Xuyên              | khu           | 达川区    | Dáchuān Qū      | 511703      | DCN         |
| 7   | Đạt Châu 达州市 Dázhōu Shì (5117 / DAZ)                                      | Tuyên Hán              | huyện         | 宣汉县    | Xuānhàn Xiàn    | 511722      | XHC         |
| 7   | Đạt Châu 达州市 Dázhōu Shì (5117 / DAZ)                                      | Khai Giang             | huyện         | 开江县    | Kāijiāng Xiàn   | 511723      | KJG         |
| 7   | Đạt Châu 达州市 Dázhōu Shì (5117 / DAZ)                                      | Đại Trúc               | huyện         | 大竹县    | Dàzhú Xiàn      | 511724      | DZU         |
| 7   | Đạt Châu 达州市 Dázhōu Shì (5117 / DAZ)                                      | Cừ huyện               | huyện         | 渠县      | Qúxiàn          | 511725      | QXC         |
| 7   | Đạt Châu 达州市 Dázhōu Shì (5117 / DAZ)                                      | Vạn Nguyên             | huyện cấp thị | 万源市    | Wànyuán Shì     | 511781      | WYS         |
|     |                                                                              |                        |               |           |                 |             |             |
| 8   | Nhã An 雅安市 Yǎ'ān Shì (5118 / YAS)                                         | Vũ Thành               | khu           | 雨城区    | Yǔchéng Qū      | 511802      | YEU         |
| 8   | Nhã An 雅安市 Yǎ'ān Shì (5118 / YAS)                                         | Danh Sơn               | khu           | 名山区    | Míngshān Qū     | 511803      | MSG         |
| 8   | Nhã An 雅安市 Yǎ'ān Shì (5118 / YAS)                                         | Huỳnh Kinh             | huyện         | 荥经县    | Yíngjīng Xiàn   | 511822      | YJC         |
| 8   | Nhã An 雅安市 Yǎ'ān Shì (5118 / YAS)                                         | Hán Nguyên             | huyện         | 汉源县    | Hànyuán Xiàn    | 511823      | HAY         |
| 8   | Nhã An 雅安市 Yǎ'ān Shì (5118 / YAS)                                         | Thạch Miên             | huyện         | 石棉县    | Shímián Xiàn    | 511824      | SIM         |
| 8   | Nhã An 雅安市 Yǎ'ān Shì (5118 / YAS)                                         | Thiên Toàn             | huyện         | 天全县    | Tiānquán Xiàn   | 511825      | TQU         |
| 8   | Nhã An 雅安市 Yǎ'ān Shì (5118 / YAS)                                         | Lô Sơn                 | huyện         | 芦山县    | Lúshān Xiàn     | 511826      | LSC         |
| 8   | Nhã An 雅安市 Yǎ'ān Shì (5118 / YAS)                                         | Bảo Hưng               | huyện         | 宝兴县    | Bǎoxīng Xiàn    | 511827      | BXC         |
|     |                                                                              |                        |               |           |                 |             |             |
| 6   | Ba Trung 巴中市 Bāzhōng Shì (5119 / BZS)                                     | Ba Châu                | khu           | 巴州区    | Bāzhōu Qū       | 511902      | BZU         |
| 6   | Ba Trung 巴中市 Bāzhōng Shì (5119 / BZS)                                     | Ân Dương               | khu           | 恩阳区    | Ēnyáng Qū       | 511903      | EYG         |
| 6   | Ba Trung 巴中市 Bāzhōng Shì (5119 / BZS)                                     | Thông Giang            | huyện         | 通江县    | Tōngjiāng Xiàn  | 511921      | TGJ         |
| 6   | Ba Trung 巴中市 Bāzhōng Shì (5119 / BZS)                                     | Nam Giang              | huyện         | 南江县    | Nánjiāng Xiàn   | 511922      | NJC         |
| 6   | Ba Trung 巴中市 Bāzhōng Shì (5119 / BZS)                                     | Bình Xương             | huyện         | 平昌县    | Píngchāng Xiàn  | 511923      | PCG         |
|     |                                                                              |                        |               |           |                 |             |             |
| 14  | Tư Dương 资阳市 Zīyáng Shì (5120 / ZYS)                                      | Nhạn Giang             | khu           | 雁江区    | Yànjiāng Qū     | 512002      | YIU         |
| 14  | Tư Dương 资阳市 Zīyáng Shì (5120 / ZYS)                                      | Lạc Chí                | huyện         | 乐至县    | Lèzhì Xiàn      | 512021      | AYU         |
| 14  | Tư Dương 资阳市 Zīyáng Shì (5120 / ZYS)                                      | An Nhạc                | huyện         | 安岳县    | Ānyuè Xiàn      | 512022      | LZC         |
|     |                                                                              |                        |               |           |                 |             |             |
| 1   | Ngawa (A Bá) (châu tự trị dân tộcTạng & Khương) 阿坝州 Ābà Zhōu (5132 / ABA) | Barkam (Mã Nhĩ Khang)  | huyện cấp thị | 马尔康市  | Mǎ'ěrkāng Shì   | 513201      | BKM         |
| 1   | Ngawa (A Bá) (châu tự trị dân tộcTạng & Khương) 阿坝州 Ābà Zhōu (5132 / ABA) | Vấn Xuyên              | huyện         | 汶川县    | Wènchuān Xiàn   | 513221      | WNC         |
| 1   | Ngawa (A Bá) (châu tự trị dân tộcTạng & Khương) 阿坝州 Ābà Zhōu (5132 / ABA) | Lý huyện               | huyện         | 理县      | Lǐxiàn          | 513222      | LXC         |
| 1   | Ngawa (A Bá) (châu tự trị dân tộcTạng & Khương) 阿坝州 Ābà Zhōu (5132 / ABA) | Mậu huyện              | huyện         | 茂县      | Màoxiàn         | 513223      | MAO         |
| 1   | Ngawa (A Bá) (châu tự trị dân tộcTạng & Khương) 阿坝州 Ābà Zhōu (5132 / ABA) | Tùng Phan              | huyện         | 松潘县    | Sōngpān Xiàn    | 513224      | SOP         |
| 1   | Ngawa (A Bá) (châu tự trị dân tộcTạng & Khương) 阿坝州 Ābà Zhōu (5132 / ABA) | Cửu Trại Câu           | huyện         | 九寨沟县  | Jiǔzhàigōu Xiàn | 513225      | JZG         |
| 1   | Ngawa (A Bá) (châu tự trị dân tộcTạng & Khương) 阿坝州 Ābà Zhōu (5132 / ABA) | Kim Xuyên              | huyện         | 金川县    | Jīnchuān Xiàn   | 513226      | JCH         |
| 1   | Ngawa (A Bá) (châu tự trị dân tộcTạng & Khương) 阿坝州 Ābà Zhōu (5132 / ABA) | Tiểu Kim               | huyện         | 小金县    | Xiǎojīn Xiàn    | 513227      | XJX         |
| 1   | Ngawa (A Bá) (châu tự trị dân tộcTạng & Khương) 阿坝州 Ābà Zhōu (5132 / ABA) | Hắc Thủy               | huyện         | 黑水县    | Hēishuǐ Xiàn    | 513228      | HIS         |
| 1   | Ngawa (A Bá) (châu tự trị dân tộcTạng & Khương) 阿坝州 Ābà Zhōu (5132 / ABA) | Zamtang (Nhưỡng Đường) | huyện         | 壤塘县    | Rǎngtáng Xiàn   | 513230      | ZAM         |
| 1   | Ngawa (A Bá) (châu tự trị dân tộcTạng & Khương) 阿坝州 Ābà Zhōu (5132 / ABA) | Ngawa (A Bá)           | huyện         | 阿坝县    | Ābà Xiàn        | 513231      | ABX         |
| 1   | Ngawa (A Bá) (châu tự trị dân tộcTạng & Khương) 阿坝州 Ābà Zhōu (5132 / ABA) | Zoigê (Nhược Nhĩ Cái)  | huyện         | 若尔盖县  | Ruò'ěrgài Xiàn  | 513232      | ZOI         |
| 1   | Ngawa (A Bá) (châu tự trị dân tộcTạng & Khương) 阿坝州 Ābà Zhōu (5132 / ABA) | Hồng Nguyên            | huyện         | 红原县    | Hóngyuán Xiàn   | 513233      | HOY         |
|     |                                                                              |                        |               |           |                 |             |             |
| 2   | Grazê (Cam Tư) (châu tự trị dân tộc Tạng) 甘孜州 Gānzī Zhōu (5133 / GAZ)     | Khang Định             | huyện cấp thị | 康定市    | Kāngdìng Shì    | 513301      | KDG         |
| 2   | Grazê (Cam Tư) (châu tự trị dân tộc Tạng) 甘孜州 Gānzī Zhōu (5133 / GAZ)     | Lô Định                | huyện         | 泸定县    | Lúdìng Xiàn     | 513322      | LUD         |
| 2   | Grazê (Cam Tư) (châu tự trị dân tộc Tạng) 甘孜州 Gānzī Zhōu (5133 / GAZ)     | Đan Ba                 | huyện         | 丹巴县    | Dānbā Xiàn      | 513323      | DBA         |
| 2   | Grazê (Cam Tư) (châu tự trị dân tộc Tạng) 甘孜州 Gānzī Zhōu (5133 / GAZ)     | Cửu Long               | huyện         | 九龙县    | Jiǔlóng Xiàn    | 513324      | JLC         |
| 2   | Grazê (Cam Tư) (châu tự trị dân tộc Tạng) 甘孜州 Gānzī Zhōu (5133 / GAZ)     | Nhã Giang              | huyện         | 雅江县    | Yǎjiāng Xiàn    | 513325      | YAJ         |
| 2   | Grazê (Cam Tư) (châu tự trị dân tộc Tạng) 甘孜州 Gānzī Zhōu (5133 / GAZ)     | Dawu (Đạo Phu)         | huyện         | 道孚县    | Dàofú Xiàn      | 513326      | DAW         |
| 2   | Grazê (Cam Tư) (châu tự trị dân tộc Tạng) 甘孜州 Gānzī Zhōu (5133 / GAZ)     | Zhaggo (Lô Hoắc)       | huyện         | 炉霍县    | Lúhuò Xiàn      | 513327      | LUH         |
| 2   | Grazê (Cam Tư) (châu tự trị dân tộc Tạng) 甘孜州 Gānzī Zhōu (5133 / GAZ)     | Grazê (Cam Tư)         | huyện         | 甘孜县    | Gānzī Xiàn      | 513328      | GRZ         |
| 2   | Grazê (Cam Tư) (châu tự trị dân tộc Tạng) 甘孜州 Gānzī Zhōu (5133 / GAZ)     | Tân Long               | huyện         | 新龙县    | Xīnlóng Xiàn    | 513329      | XLG         |
| 2   | Grazê (Cam Tư) (châu tự trị dân tộc Tạng) 甘孜州 Gānzī Zhōu (5133 / GAZ)     | Dêgê (Đức Cách)        | huyện         | 德格县    | Dégé Xiàn       | 513330      | DEG         |
| 2   | Grazê (Cam Tư) (châu tự trị dân tộc Tạng) 甘孜州 Gānzī Zhōu (5133 / GAZ)     | Pelyül (Bạch Ngọc)     | huyện         | 白玉县    | Báiyù Xiàn      | 513331      | BYC         |
| 2   | Grazê (Cam Tư) (châu tự trị dân tộc Tạng) 甘孜州 Gānzī Zhōu (5133 / GAZ)     | Sêrxü (Thạch Cừ)       | huyện         | 石渠县    | Shíqú Xiàn      | 513332      | SER         |
| 2   | Grazê (Cam Tư) (châu tự trị dân tộc Tạng) 甘孜州 Gānzī Zhōu (5133 / GAZ)     | Sêrtar (Sắc Đạt)       | huyện         | 色达县    | Sèdá Xiàn       | 513333      | STX         |
| 2   | Grazê (Cam Tư) (châu tự trị dân tộc Tạng) 甘孜州 Gānzī Zhōu (5133 / GAZ)     | Lý Đường               | huyện         | 理塘县    | Lǐtáng Xiàn     | 513334      | LIT         |
| 2   | Grazê (Cam Tư) (châu tự trị dân tộc Tạng) 甘孜州 Gānzī Zhōu (5133 / GAZ)     | Ba Đường               | huyện         | 巴塘县    | Bātáng Xiàn     | 513335      | BTC         |
| 2   | Grazê (Cam Tư) (châu tự trị dân tộc Tạng) 甘孜州 Gānzī Zhōu (5133 / GAZ)     | Hương Thành            | huyện         | 乡城县    | Xiāngchéng Xiàn | 513336      | XCC         |
| 2   | Grazê (Cam Tư) (châu tự trị dân tộc Tạng) 甘孜州 Gānzī Zhōu (5133 / GAZ)     | Đạo Thành              | huyện         | 稻城县    | Dàochéng Xiàn   | 513337      | DCX         |
| 2   | Grazê (Cam Tư) (châu tự trị dân tộc Tạng) 甘孜州 Gānzī Zhōu (5133 / GAZ)     | Dêrong (Đắc Vinh)      | huyện         | 得荣县    | Déróng Xiàn     | 513338      | DER         |
|     |                                                                              |                        |               |           |                 |             |             |
| 20  | Lương Sơn (châu tự trị dân tộc Di) 凉山彝州 Liángshān Zhōu (5134 / LSY)      | Tây Xương              | huyện cấp thị | 西昌市    | Xīchāng Shì     | 513401      | XCA         |
| 20  | Lương Sơn (châu tự trị dân tộc Di) 凉山彝州 Liángshān Zhōu (5134 / LSY)      | Hội Lý                 | huyện cấp thị | 会理市    | Huìlǐ Shì       | 513402      | HLI         |
| 20  | Lương Sơn (châu tự trị dân tộc Di) 凉山彝州 Liángshān Zhōu (5134 / LSY)      | Mộc Lý                 | huyện         | 木里县    | Mùlǐ Xiàn       | 513422      | MLI         |
| 20  | Lương Sơn (châu tự trị dân tộc Di) 凉山彝州 Liángshān Zhōu (5134 / LSY)      | Diêm Nguyên            | huyện         | 盐源县    | Yányuán Xiàn    | 513423      | YYU         |
| 20  | Lương Sơn (châu tự trị dân tộc Di) 凉山彝州 Liángshān Zhōu (5134 / LSY)      | Đức Xương              | huyện         | 德昌县    | Déchāng Xiàn    | 513424      | DEC         |
| 20  | Lương Sơn (châu tự trị dân tộc Di) 凉山彝州 Liángshān Zhōu (5134 / LSY)      | Hội Đông               | huyện         | 会东县    | Huìdōng Xiàn    | 513426      | HDG         |
| 20  | Lương Sơn (châu tự trị dân tộc Di) 凉山彝州 Liángshān Zhōu (5134 / LSY)      | Ninh Nam               | huyện         | 宁南县    | Níngnán Xiàn    | 513427      | NIN         |
| 20  | Lương Sơn (châu tự trị dân tộc Di) 凉山彝州 Liángshān Zhōu (5134 / LSY)      | Phổ Cách               | huyện         | 普格县    | Pǔgé Xiàn       | 513428      | PGE         |
| 20  | Lương Sơn (châu tự trị dân tộc Di) 凉山彝州 Liángshān Zhōu (5134 / LSY)      | Bố Tha                 | huyện         | 布拖县    | Bùtuō Xiàn      | 513429      | BTO         |
| 20  | Lương Sơn (châu tự trị dân tộc Di) 凉山彝州 Liángshān Zhōu (5134 / LSY)      | Kim Dương              | huyện         | 金阳县    | Jīnyáng Xiàn    | 513430      | JYW         |
| 20  | Lương Sơn (châu tự trị dân tộc Di) 凉山彝州 Liángshān Zhōu (5134 / LSY)      | Chiêu Giác             | huyện         | 昭觉县    | Zhāojué Xiàn    | 513431      | ZJE         |
| 20  | Lương Sơn (châu tự trị dân tộc Di) 凉山彝州 Liángshān Zhōu (5134 / LSY)      | Hỷ Đức                 | huyện         | 喜德县    | Xǐdé Xiàn       | 513432      | XDE         |
| 20  | Lương Sơn (châu tự trị dân tộc Di) 凉山彝州 Liángshān Zhōu (5134 / LSY)      | Miện Ninh              | huyện         | 冕宁县    | Miǎnníng Xiàn   | 513433      | MNG         |
| 20  | Lương Sơn (châu tự trị dân tộc Di) 凉山彝州 Liángshān Zhōu (5134 / LSY)      | Việt Tây               | huyện         | 越西县    | Yuèxī Xiàn      | 513434      | YXC         |
| 20  | Lương Sơn (châu tự trị dân tộc Di) 凉山彝州 Liángshān Zhōu (5134 / LSY)      | Cam Lạc                | huyện         | 甘洛县    | Gānluò Xiàn     | 513435      | GLO         |
| 20  | Lương Sơn (châu tự trị dân tộc Di) 凉山彝州 Liángshān Zhōu (5134 / LSY)      | Mỹ Cô                  | huyện         | 美姑县    | Měigū Xiàn      | 513436      | MEG         |
| 20  | Lương Sơn (châu tự trị dân tộc Di) 凉山彝州 Liángshān Zhōu (5134 / LSY)      | Lôi Ba                 | huyện         | 雷波县    | Léibō Xiàn      | 513437      | LBX         |